# Список умерших в 1096 году

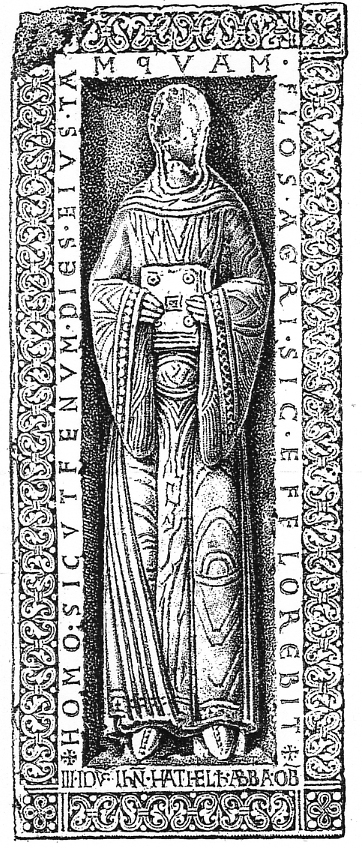
Адельгейда II Кведлинбургская

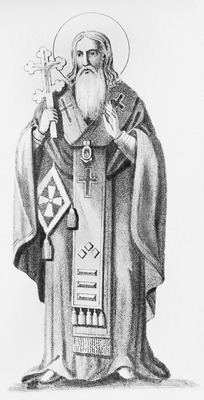
Герман Новгородский

В этой статье представлен список известных людей, умерших в 1096 году.
См. также: Категория:Умершие в 1096 году

## Январь
- 11 января — Адельгейда II[англ.] — княгиня-аббатиса Кведлинбургская (1063—1096)
- Вильгельм де Сен-Кале — епископ Даремский (1081—1096)

## Апрель
- 1 апреля — Энгельберт I фон Спанхейм — маркграф Истрии (1090—1096)

## Май
- 22 мая — Абу Шуджа ар-Рудравари — арабский историк и государственный деятель.
- 27 мая — Калонимус бен Мешуллам[англ.] — французский еврей, глава еврейского сообщества Майнца, погибший во время еврейского погрома
- Минна Вормсская — одна из известнейших жертв Вормсской резни 1096 года, убитая за отказ перейти в христианство.

## Июль
- 19 июля — Тугоркан — половецкий хан, погиб в битве.

## Сентябрь
- 6 сентября — Изяслав Владимирович — первый князь курский (1094/1095—1096), первый князь муромский (1095—1096). Погиб в битве.

## Октябрь
- 21 октября — Вальтер Голяк — французский рыцарь, один из предводителей Крестьянского крестового похода, погиб в битве с сельджуками при Никее

## Ноябрь
- 11 ноября — Вернер I — граф Габсбург (1045—1082)

## Декабрь
- 23 декабря — Гуго I Блавон — виконт Шартра, первый сеньор Пюизе.

## Дата неизвестна или требует уточнения
- Абу-ль-Музаффар ас-Самани — исламский богослов, факих, муфассир, мухаддис.
- Аршамбо V де Бурбон — сеньор де Бурбон (с 1095).
- Вильгельм II д’Э — граф д’Э (1093—1096), первый лорд Гастингс
- Генрих III — граф Люксембурга (1086—1096)
- Герман Новгородский — епископ Новгородский (1078—1096), святой Русской православной церкви
- Дюран Глостерский — английский барон, участник нормандского завоевания, Шериф Глостершира и кастелян Глостерского замка (с 1083).
- Евдокия Макремволитисса — императрица-консорт Византийской империи (1059—1071), жена императоров Константина X Дуки и Романа IV Диогена
- Роберт II — граф Руэрга и Жеводана по праву жены (1053—1065).
- Садр-бей — правитель Диярбакыра, предок династии Иналогуллары.
- Фарибурз ибн Саллар — 16-й Ширваншах (1063-1096).
- Принцесса Ясуко[англ.] — императрица-консорт Японии (1091—1093), тёща императора Хорикавы